# Fernando Neves (Diplomat)

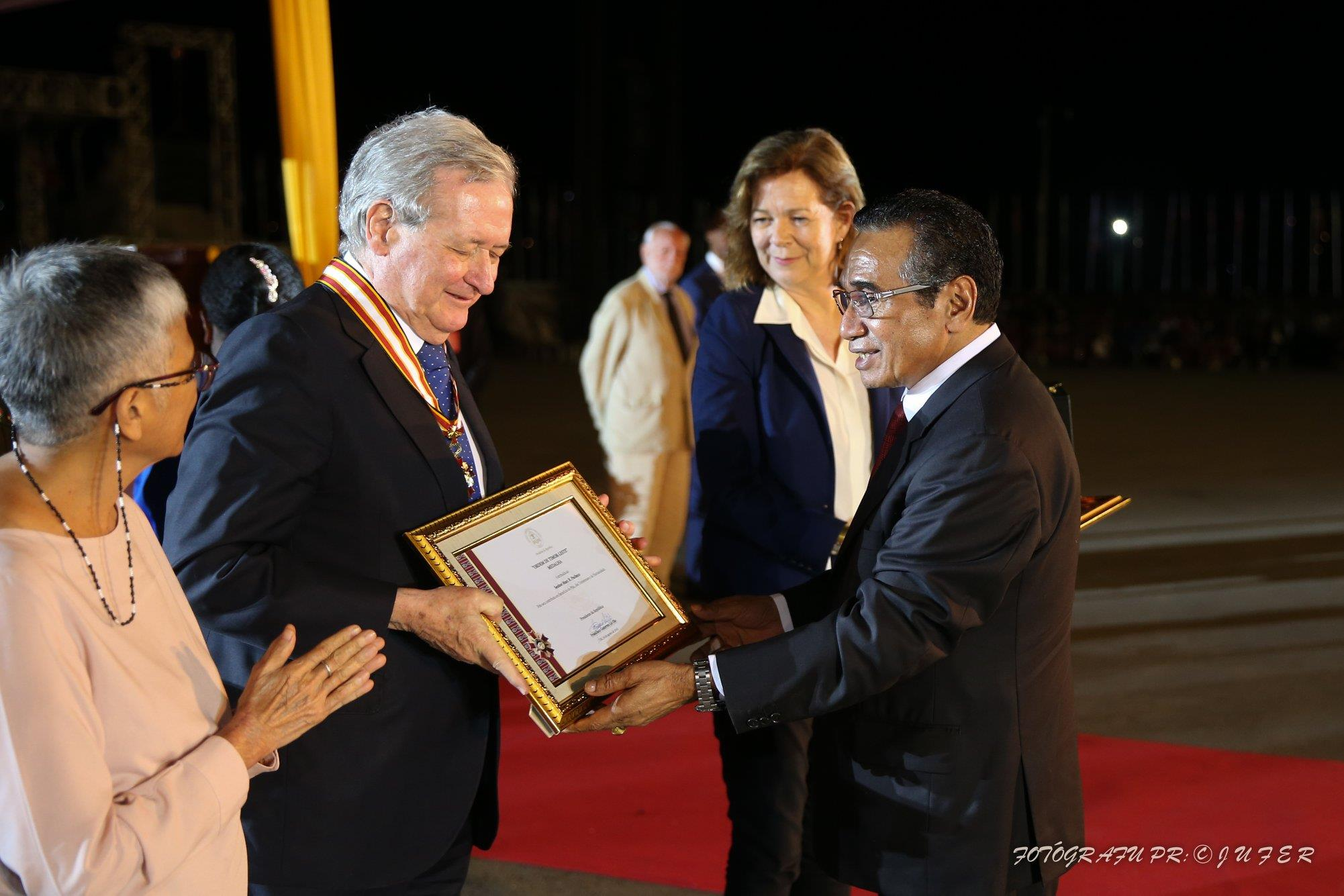
Fernando de Mendonça de Oliveira erhält den Ordem de Timor-Leste von Francisco Guterres (2019)

Fernando de Mendonça d’Oliveira Neves (* 1946 oder 1947) ist ein portugiesischer Diplomat und Politiker.

## Werdegang
Neves studierte Jura an der Universität Lissabon und trat im November 1974 in den diplomatischen Dienst ein. Er wurde zunächst Botschaftsattaché bei der portugiesischen ständigen Vertretung bei den Vereinten Nationen und der ständigen Vertretung in Brüssel. Im Mai 1997 wurde Neves zum Missionsbeauftragten des Außenministers für Osttimor ernannt und wurde in der ersten Jahreshälfte 2000 Sprecher der portugiesischen EU-Ratspräsidentschaft.
Neves war Botschafter Portugals in Angola (26. Februar 2001 – 27. September 2002) und  in Irland (9. Oktober 2002 – 30. Januar 2005), bevor er am 1. Februar 2005 Botschafter Portugals in den Niederlanden wurde. Doch bereits im März desselben Jahres wurde Neves zum neuen Staatssekretär für europäische Angelegenheiten ernannt. Das Amt hatte er bis 2006 inne. Weitere Ämter waren Präsident des Instituts für wirtschaftliche Zusammenarbeit und Direktor der Abteilung Außenpolitik des Generalsekretariats des Rates der Europäischen Union.
2019 erhielt Neves von Osttimors Präsident Francisco Guterres den Ordem de Timor-Leste (Medal) für seine Verdienste für Osttimor.

## Veröffentlichungen
- O Negociador, 2019.
- Um Passeio pela Europa, 2019.[5]